# تسیولکوفسکی (دهانه)
تسیولکوفسکی یک دهانه برخوردی در ماه‌ است.

## دهانه‌های اقماری
این دهانه ۲ دهانه اقماری دارد.
| Tsiolkovskiy | عرض جغرافیایی | طول جغرافیایی | قطر          |
| ------------ | ------------- | ------------- | ------------ |
| X            | ۱۴.۷° S       | ۱۲۶.۵° E      | ۱۲.۰ کیلومتر |
| W            | ۱۶.۰° S       | ۱۲۶.۹° E      | ۱۳.۰ کیلومتر |